# Julio F. Navarro
Pour les articles homonymes, voir Navarro (homonymie).
Julio F. Navarro, né le 12 octobre 1962 à Santiago del Estero en Argentine, est un professeur d’astronomie du département de physique et d'astronomie de l'Université de Victoria au Canada. Il est titulaire d'un Ph.D. obtenu à l'université nationale de Córdoba en Argentine.
Sa recherche est concentrée sur la formation et l'évolution des galaxies, les amas de galaxies, et la structure des halos de la matière noire. Julio F. Navarro, Carlos Frenk et Simon White sont bien connus pour la formulation du profil de densité des halos de la matière noire (profil Navarro-Frenk-White).